# هارييت أندرسون
هارييت أندرسون (بالسويدية: Harriet Andersson)‏ هي ممثلة سويدية، ولدت في 14 فبراير 1932 بستوكهولم في السويد. من الجوائز التي نالتها Guldbagge Award for Best Actress in a Leading Role ‏ سنة 1973 وميدالية الآداب والفنون ‏ سنة 1992.

## أعمال

### أفلام
- (1955) ابتسامات ليلة صيف
- (1961) عبر زجاج مظلم
- (1972) صياح وهمس
- (1982) فاني وأليكسندر[8][9]
- (2003) دوجفيل[10]

## جوائز
- Guldbagge Award for Best Actress in a Leading Role [الإنجليزية]‏ (1973)
- ميدالية الآداب والفنون [الإنجليزية]‏ (1992)

## وصلات خارجية
- هارييت أندرسون على موقع IMDb (الإنجليزية)
- هارييت أندرسون على موقع الموسوعة البريطانية (الإنجليزية)
- هارييت أندرسون على موقع ألو سيني (الفرنسية)
- هارييت أندرسون على موقع أول موفي (الإنجليزية)
- هارييت أندرسون على موقع قاعدة بيانات الأفلام السويدية (السويدية)
- هارييت أندرسون على موقع إن إن دي بي (الإنجليزية)
- هارييت أندرسون على موقع ديسكوغز (الإنجليزية)
- هارييت أندرسون على موقع قاعدة بيانات الفيلم (الإنجليزية)
- هارييت أندرسون على موقع كينوبويسك (الروسية)